# Ryggatjärnen (Björketorps socken, Västergötland)
Ryggatjärnen är en sjö i Härryda kommun i Västergötland och ingår i Kungsbackaåns huvudavrinningsområde.